# UTC+5
UTC+5 je vremenska zona koja se koristi za:

## Kao standardno vrijeme (cijela godina)

### Centralna Azija
- Kazahstan
  - zapadni dio – Aktau, Atyrau, Aktobe, Uralsk
- Tadžikistan
- Uzbekistan
- Turkmenistan

### Indijski Ocean
- Australija – Otok Heard i otočje McDonald
- Francuska – Francuski južni i antarktički teritoriji
- Maldivi

## Kao standardno vrijeme (samo na sjevernoj hemisferi zimi)
- Pakistan
- Rusija – Jekaterinburško vrijeme
  - Baškirija, Čeljabinska oblast, Kurganska oblast, Orenburška oblast, Permski kraj, Sverdlovska oblast, Tjumenjska oblast

## Kao ljetno vrijeme (samo na sjevernoj hemisferi ljeti)
- Armenija
- Azerbajdžan
- Rusija
  - Samara & Udmurtija

## Kao ljetno vrijeme (samo na južnoj hemisferi)
- Mauretanija (od listopada 2008.)[1]

## Vanjske poveznice
- Gradovi u vremenskoj zoni UTC+5